# CD-2
Не следует путать с другим цветным проявляющим веществом ЦПВ-2.
CD-2 (N,N-Диэтил-3-метил-1,4-фенилендиамин гидрохлорид, 2-амино-5-диэтиламинотолуолхлоргидрат) — органическое соединение с формулой C11H19N2Cl. Используется как цветное проявляющее вещество паратолуилендиаминового ряда в фотографии. CD-2 — торговое название, использующееся фирмой Kodak и являющееся сокращением от Color Developing Agent 2 (цветное проявляющее вещество 2).
Торговые названия: CD 2 (Kodak, США), Colorbase L.T. (Benako), Tolochrome (May & Baker).

## Физические и химические свойства
Белый или серый порошок. Растворим в воде. Молярная масса составляет 214,74 г/моль.
Метиловая группа, находящаяся в орто-положении к аминогруппе, связывающейся с цветообразующей компонентой, облегчает отдачу электрона проявляющим веществом иону серебра, что повышает активность и уменьшает время проявления.

## Применение
Применялся для проявления цветных обращаемых плёнок Kodachrome. Также используется для проявления цветных позитивных плёнок в процессах, носящих название Eastman Color Positive (ECP), последней версией которого на настоящее время (2017 год) является ECP-2D.
Вместе с цветными проявляющими веществами CD-3 и CD-4 относится к производным паратолуилендиамина, использующихся для цветных фотоматериалов с гидрофобными цветообразующими компонентами. Все вещества этого ряда дают похожие спектры поглощения красителей, поэтому, например, в любительских рецептах процесса E-6 допустимо использовать CD-2 вместо CD-3. Учитывая большую активность CD-2, его нужно брать примерно в 2 раза меньше. Замена производных паратолуилендиамина на цветные проявляющие вещества парафенилендиаминового ряда (ЦПВ-1, ЦПВ-2), использующимися для цветных фотоматериалов с гидрофильными цветообразующими компонентами, приводит к сильному смещению цветового баланса в синюю область.

## Токсичность
Токсичен, вызывает раздражение глаз, может вызвать аллергические реакции кожи. Не является канцерогеном. LD50 составляет >1г/кг (наружно, морские свинки), 200 мг/кг (перорально, крысы). Рейтинг по NFPA 704: опасность для здоровья: 2, огнеопасность: 1, нестабильность: 0.

## Комментарии
1. ↑  В русскоязычной литературе цветным проявляющим веществом 2 (ЦПВ-2) называют не N,N-Диэтил-3-метил-1,4-фенилендиамин гидрохлорид, а другое вещество — N-Этил-N-гидроксиэтил-п-фенилендиамин сульфат.